# الصحة في أفغانستان
تتحسن الصحة في أفغانستان باطراد لكنها لا تزال سيئة بالمعايير الدولية الحالية. وهي تتأثر سلبًا بالقضايا البيئية في البلاد والحرب المستمرة منذ عام 1978 تشرف وزارة الصحة العامة على جميع الأمور المتعلقة بصحة المواطنين والمقيمين في البلاد.
وفقًا لمؤشر التنمية البشرية، تحتل أفغانستان المرتبة 21 من بين الدول الأقل نموًا في العالم. إنها واحدة من البلدان الثلاثة المتبقية التي لم تقض على شلل الأطفال. يبلغ متوسط العمر المتوقع عند الولادة حوالي 64 عامًا (2019).    يقدر معدل وفيات الأمهات في البلاد بـ 638 حالة وفاة / 100,000 ولادة حية ويمكن أن يصل معدل وفيات الرضع إلى 106 لكل 1000 ولادة حية.  يموت حوالي 15000 شخص سنويًا من أنواع مختلفة من السرطان.
أصبحت أفغانستان عضوًا في منظمة الصحة العالمية في 19 أبريل 1948. وهي من بين أقل البلدان نموا في العالم. يقدر عدد سكانها في عام 2021 بـ 37.466.414 نسمة.  من بين هؤلاء، يوجد ما يقرب من 32.9 مليون في البلاد بينما يقيمون 5 ملايين أو نحو ذلك في إيران وباكستان وأماكن أخرى حول العالم.  تحتل أفغانستان المرتبة الثانية من حيث كثافة العاملين الصحيين في إقليم شرق المتوسط (EMR)، مع نسبة 4.6 أطباء وممرضات وقابلات لكل 10000 شخص، وهي أقل بكثير من عتبة النقص الحاد البالغ 23 متخصصًا في الرعاية الصحية لكل 10000.

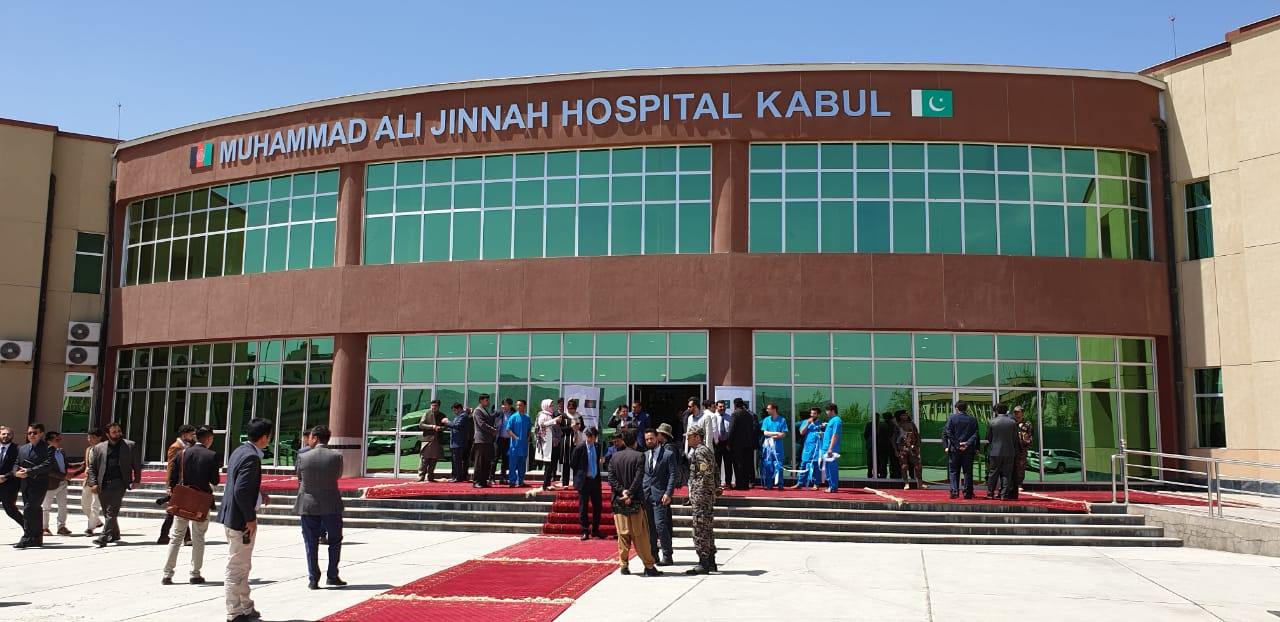
يعد مستشفى جناح أحد أحدث المستشفيات التي بدأت العمل في كابول

إن نقص القوى العاملة الصحية في أفغانستان هو نتيجة للحرب المستمرة في البلاد منذ عام 1978، بما في ذلك النقص التاريخي في الاستثمار في التعليم والتدريب، والهجرة، ونقص البنية التحتية والمعدات، وضعف الأجور. تشمل التحديات الأخرى أيضًا عدم وجود فرص للتقدم الوظيفي، وتغيب الموظفين، والعمل الإضافي، وضعف الإدارة. كما ساهم انعدام الأمن المستمر، والتضاريس الجغرافية القاسية، والحواجز الثقافية والاجتماعية والاقتصادية، في النقص العام وكذلك الاختلالات الجنسانية والجغرافية في القوى العاملة الصحية. وفقًا للنمط العالمي، يفضل العديد من العاملين الصحيين (خاصة المتخصصات والطبيبات) العمل في كابول والمدن الكبيرة الأخرى من أجل مستوى حياة أفضل بشكل ملحوظ (أي الأمن والتوظيف والنقل والرعاية الصحية والتعليم لأطفالهم). بالإضافة إلى ذلك، فإن السياسات التاريخية التي تحد من تعليم الفتيات (خلال نظام طالبان من 1995 إلى 2001) والتي تؤثر على إنتاج القوى العاملة الصحية لا تزال محسوسة وتواجه اليوم، لا سيما في المقاطعات الريفية. 

## الحالة الصحية
لطالما كان يُنظر إلى النقص في عدد مقدمات الرعاية الصحية على أنه مشكلة تتعلق بالوصول والراحة للمريضات في أفغانستان. كما أن النقص في مثل هؤلاء المزودين يمثل مشكلة تتعلق بجودة الرعاية للمريضات. قد يكون مقدمو الرعاية الصحية في أفغانستان أكثر حساسية لاحتياجات المريضات، ويمكن للإناث البالغات أن يتفاعلن بحرية مع بعضهن البعض، بينما يواجه البالغون المختلفون جنسياً قيوداً في تفاعلهم قد تعيق قدرة مقدم الرعاية على تقديم رعاية عالية الجودة.
يمكن العثور على المستشفيات والعيادات في العديد من مناطق أفغانستان ولكن نوعية الرعاية الصحية التي تقدمها غير معروفة تمامًا. تُظهر الدراسات الاستقصائية القديمة أن 57 بالمائة من الأفغان يقولون إنهم يتمتعون بإمكانية جيدة أو جيدة جدًا للوصول إلى العيادات أو المستشفيات، ويدفع الأفغان أنفسهم ما يقرب من 75 ٪ من تكاليف الرعاية الصحية بشكل مباشر.